# Naturvetenskapsprogrammet
Naturvetenskapsprogrammet (ofta förkortat NV, NA eller NP) är en treårig utbildning på gymnasieskolan i Sverige. Programmet innehåller kurser inom naturvetenskap och matematik, men även inom språk och samhällsvetenskaperna. Syftet med programmet är att ge eleverna en syn på naturvetenskaperna och matematiken, samt deras kopplingar till andra vetenskaper och samhället.
Naturvetenskapsprogrammet är ett så kallat högskoleförberedande gymnasieprogram, vilket innebär att fokus ligger på att förbereda eleverna inför vidare studier. Det är det gymnasieprogram som spänner över flest olika ämnen, och eleven har möjlighet att skaffa sig behörighet till alla högskoleutbildningar (även om detta ej ges av automatik). Naturvetenskapsprogrammet är efter samhällsvetenskapsprogrammet den populäraste gymnasieutbildningen i Sverige.

## Innehåll
Gymnasiegemensamma ämnen, 1150 p
- Matematik 1c–3c, 300 p
- Engelska 5 och 6, 200 p
- Svenska/svenska som andraspråk 1–3, 300 p
- Historia 1b, 100 p
- Samhällskunskap 1b, 100 p
- Religionskunskap 1, 50 p
- Idrott och hälsa 1, 100 p

Programgemensamma ämnen, 450 p
- Fysik 1a, 150 p
- Kemi 1, 100 p
- Biologi 1, 100 p
- Moderna språk, 100 p

Individuellt val, 200 p
Gymnasiearbete, 100 p

## Inriktningar
Naturvetenskapsprogrammet har följande nationella inriktningar:
Naturvetenskap, 400 p
- Fysik 2, 100 p
- Kemi 2, 100 p
- Biologi 2, 100 p
- Matematik 4, 100 p

Naturvetenskap och samhälle, 300 p
- Geografi 1, 100 p
- Samhällskunskap 2, 100 p
- Ett naturvetenskapligt ämne, t.ex. Fysik 2, Kemi 2, Biologi 2, 100 p

Programfördjupningar, 200–300 p
- Biologi 2, 100 p
- Bioteknik, 100 p
- Datorteknik 1a, 100 p
- Dator- och nätverksteknik, 100 p
- Engelska 7, 100 p
- Entreprenörskap, 100 p
- Filosofi 1 och 2, 50 p + 50 p
- Fysik 2 och 3, 100 p + 100 p
- Entreprenörskap och företagande, 100p
- Geografi 1 och 2, 100 p + 100 p
- Geografiska informationssystem, 100 p
- Historia 2a och 3, 100 p + 100 p
- Humanistisk och samhällsvetenskaplig specialisering, 100 p
- Hållbart samhällsbyggande, 100 p
- Internationell ekonomi, 100 p
- Internationella relationer, 100 p
- Kemi 2, 100 p
- Konstruktion 1 och 2, 100 p + 100 p
- Kultur- och idéhistoria, 100 p
- Litteratur, 100 p
- Matematik 4, 100p
- Matematik 5, 100 p
- Matematik – specialisering, 100 p
- Medicin och hälsa, 100p
- Miljö- och energikunskap, 100 p
- Moderna språk
- Naturvetenskaplig specialisering, 100 p
- Politik och hållbar utveckling, 100 p
- Programmering 1 och 2, 100 p + 100 p
- Psykologi 1, 2a och 2b, 50 p + 50 p + 50 p
- Religionskunskap 2, 50 p
- Religionskunskap – specialisering, 100 p
- Retorik, 100 p
- Samhällskunskap 2 och 3, 100 p + 100 p
- Skrivande, 100 p
- Teknik 1 och 2, 150 p + 100 p
- Teknik – specialisering, 100 p
- Träningslära 1 och 2, 100 p + 100 p
- Webbutveckling 1 och 2, 100 p + 100 p
- Webbserverprogrammering 1 och 2, 100 p + 100 p

## FöreGy 2011

### Innehåll
Samtliga elever på naturvetenskapsprogrammet läser utöver inriktningskurser, individuellt val och valbara kurser:
- Matematik A, 100 p
- Matematik B, 50 p
- Matematik C, 100 p
- Matematik D, 100 p
- Naturkunskap A, 50 p
- Biologi A, 100 p
- Kemi A, 100 p
- Fysik A, 100 p
- Svenska A, 100 p
- Svenska B, 100 p
- Engelska A, 100 p
- Engelska B, 100 p
- Moderna språk, 100 p
- Idrott och hälsa A, 100 p
- Estetisk verksamhet, 50p
- Historia A, 100 p
- Religionskunskap A, 50 p
- Samhällskunskap A, 100 p
- Projektarbete, 100 p

### Inriktningar
Naturvetenskapsprogrammet hade följande nationella inriktningar (lokala inriktningar kunde också förekomma):
Naturvetenskap
- Fysik B 150 p
- Kemi B 100 p
- Biologi B 50 p

Miljövetenskap
- Kemi B 100 p
- Biologi B 50 p
- Miljövetenskap 100 p
- Miljöpolitik 50 p

Matematik och datavetenskap
- Matematik E 50 p
- Matematik diskret 50 p
- Programmering A 50 p
- Valbara datakurser 150 p